# مايك بيلي (لاعب كرة قدم)
مايك بيلي (بالإنجليزية: Mike Bailey)‏ (27 فبراير 1942 في المملكة المتحدة - ) هو مدرب كرة قدم ولاعب كرة قدم بريطاني في مركز الوسط. شارك مع منتخب إنجلترا لكرة القدم. أما مع النوادي، فقد لعب مع تشارلتون أثلتيك ووولفرهامبتون واندررز ومنيسوتا كيكس ‏ ونادي هيرفورد.

## وصلات خارجية
- مايك بيلي على موقع ناشيونال فوتبول تيمز (الإنجليزية)
- مايك بيلي على موقع Soccerbase.com (مدرب) (الإنجليزية)